# Ariège (departement)
Ariège (09) is een Frans departement.

## Geschiedenis
Het departement was een van de 83 departementen die werden gecreëerd tijdens de Franse Revolutie, op 4 maart 1790 door uitvoering van de wet van 22 december 1789, uitgaande van het graafschap Foix en het gebied van Couserans.

## Geografie
Ariège wordt omringd door de departementen Haute-Garonne, Aude en de Pyrénées-Orientales. Het departement grenst bovendien aan Spanje en Andorra. De hoofdstad (prefectuur) is Foix; Pamiers is de plaats met de meeste inwoners. Het departement behoort tot de regio Occitanie.
Ariège bestaat uit drie arrondissementen:
- Foix
- Pamiers
- Saint-Girons

Ariège bestaat uit 13 kantons:
- Kantons van Ariège

Ariège bestaat uit 332 gemeenten:
- Lijst van gemeenten in het departement Ariège

## Demografie
De inwoners van Ariège heten Ariégeois.

### Demografische evolutie sinds 1962
| Naam       | Index 1962 | Index 1968 | Index 1975 | Index 1982 | Index 1990 | Index 1999 | Index 2008 | Index 2019 |
| ---------- | ---------- | ---------- | ---------- | ---------- | ---------- | ---------- | ---------- | ---------- |
| Ariège     | 100,0      | 100,9      | 100,5      | 98,9       | 99,5       | 100,0      | 109,5      | 111,8      |
| Frankrijk* | 100,0      | 107,1      | 113,3      | 117,0      | 121,9      | 126,0      | 133,8      | 140,1      |

| Naam       | Inw./Km² 1962 | Inw./km² 1968 | Inw./km² 1975 | Inw./km² 1982 | Inw./km² 1990 | Inw./km² 1999 | Inw./km² 2008 | Inw./km² 2019 |
| ---------- | ------------- | ------------- | ------------- | ------------- | ------------- | ------------- | ------------- | ------------- |
| Ariège     | 28,1          | 28,3          | 28,2          | 27,8          | 27,9          | 28,1          | 30,7          | 31,3          |
| Frankrijk* | 84,2          | 90,1          | 95,4          | 98,5          | 102,7         | 106,1         | 112,7         | 119,7         |

Frankrijk* = exclusief overzeese gebieden
Bron: Recensement Populaire INSEE - 1962 tot 1999 population sans doubles comptes, nadien Population Municipale
Op 1 januari 2022 had Ariège 155.339 inwoners.

### De 10 grootste gemeenten in het departement
| #  | Gemeente            | Aantal inwoners (2022) |
| -- | ------------------- | ---------------------- |
| 1  | Pamiers             | 16.512                 |
| 2  | Foix                | 9.731                  |
| 3  | Saint-Girons        | 6.129                  |
| 4  | Lavelanet           | 6.018                  |
| 5  | Saverdun            | 4.808                  |
| 6  | Mazères             | 3.866                  |
| 7  | Varilhes            | 3.491                  |
| 8  | La Tour-du-Crieu    | 3.268                  |
| 9  | Mirepoix            | 3.106                  |
| 10 | Tarascon-sur-Ariège | 3.060                  |

## Afbeeldingen

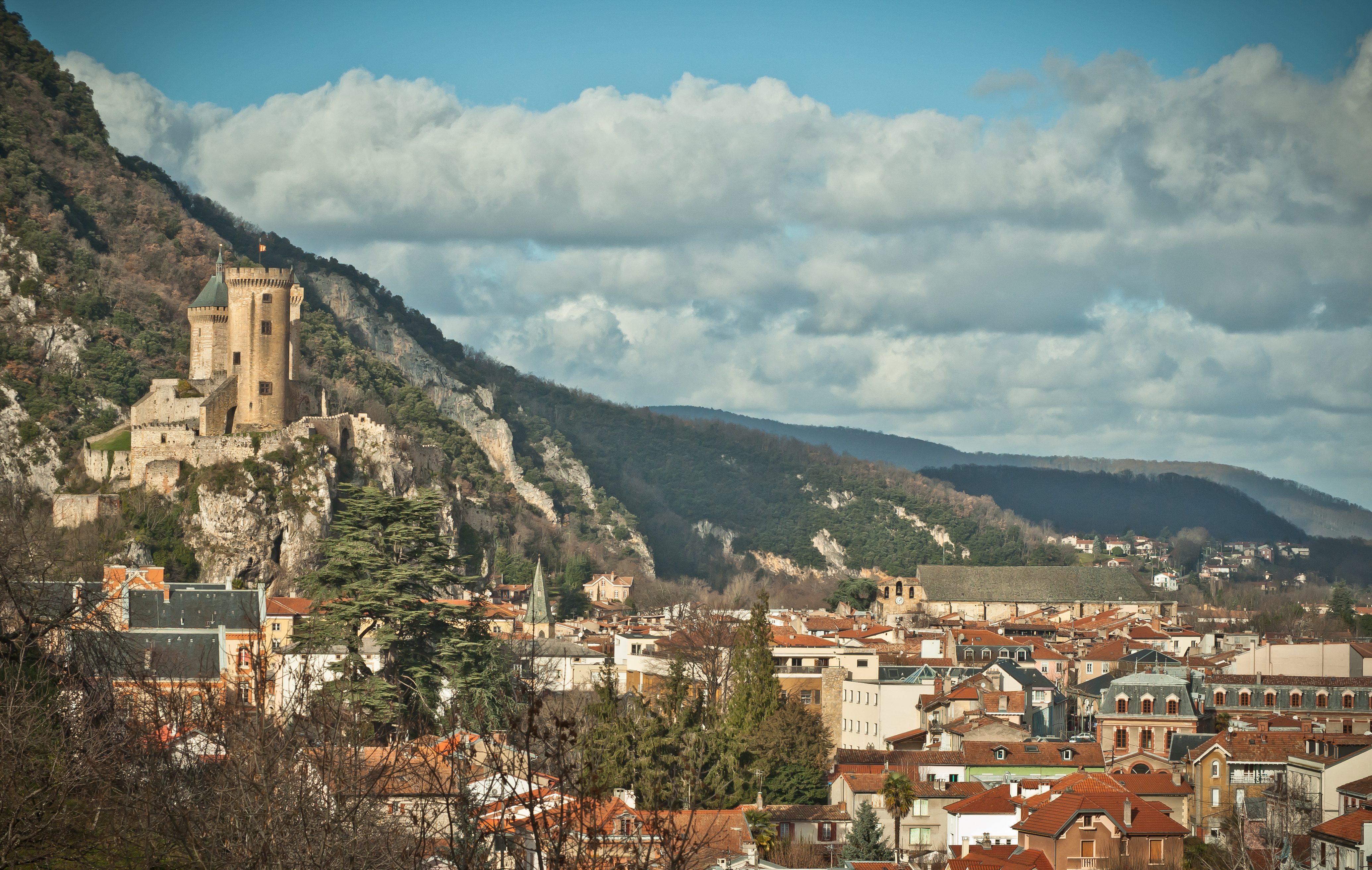
Foix
Tarascon-sur-Ariège
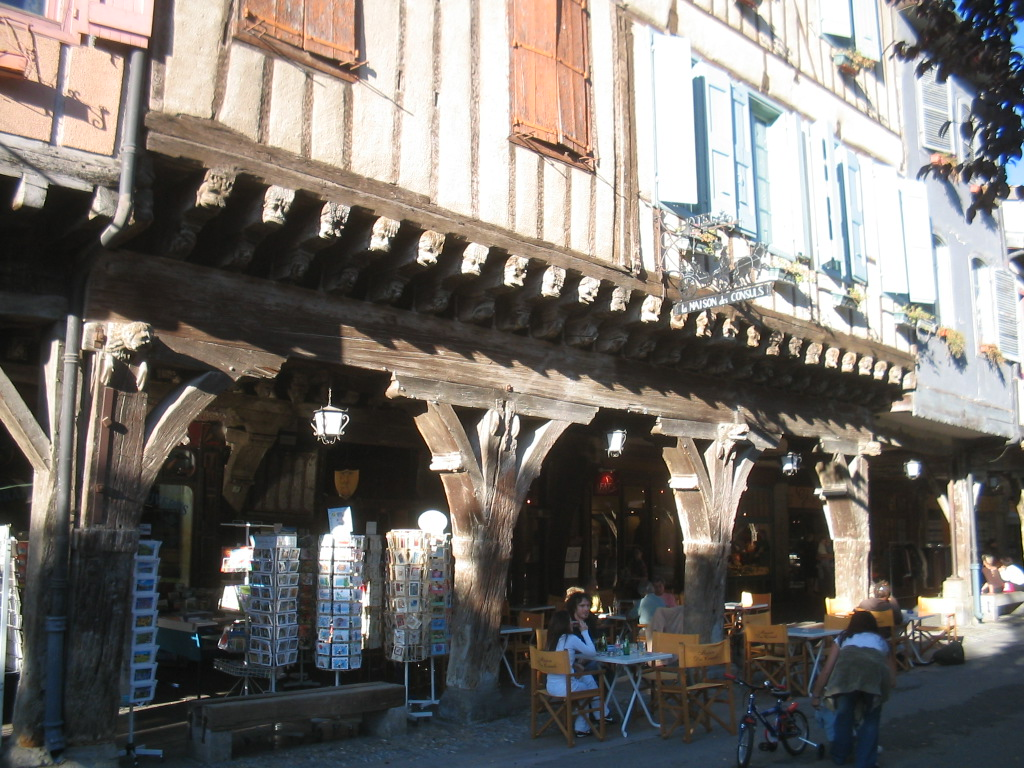
Maison des Consuls, Mirepoix
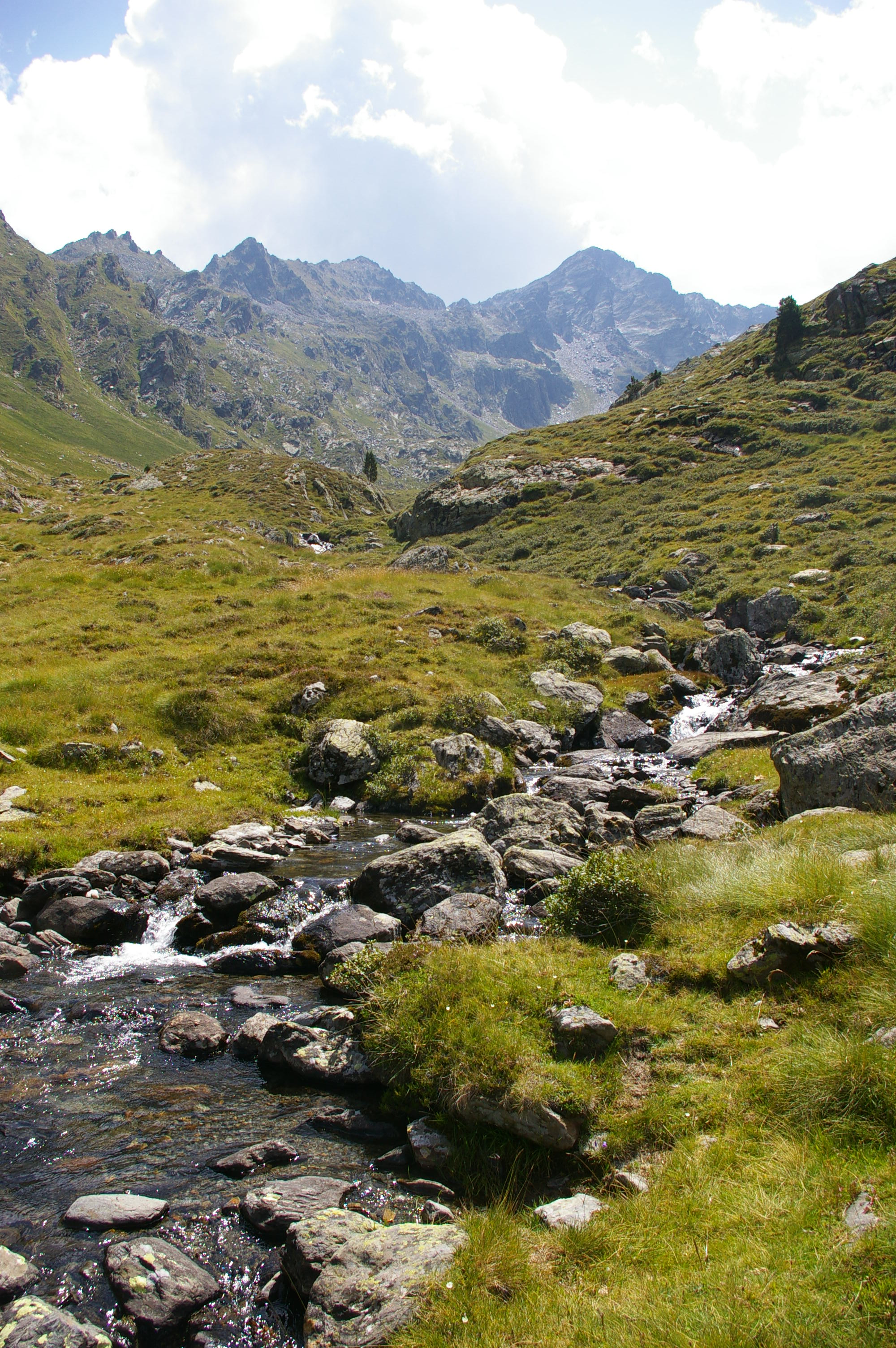
Landschap bij de Barrage de Soulcem
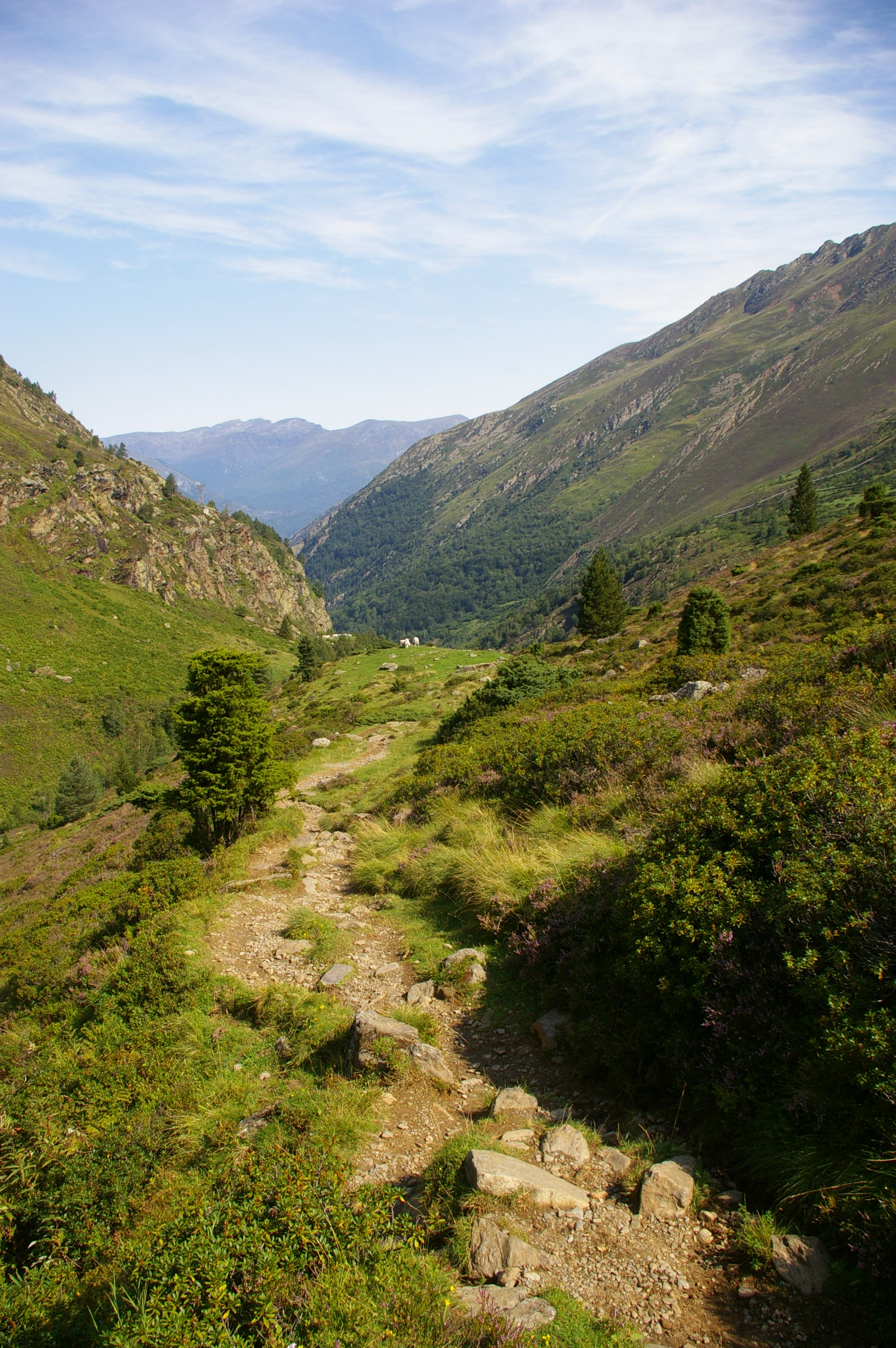
Op de GR10
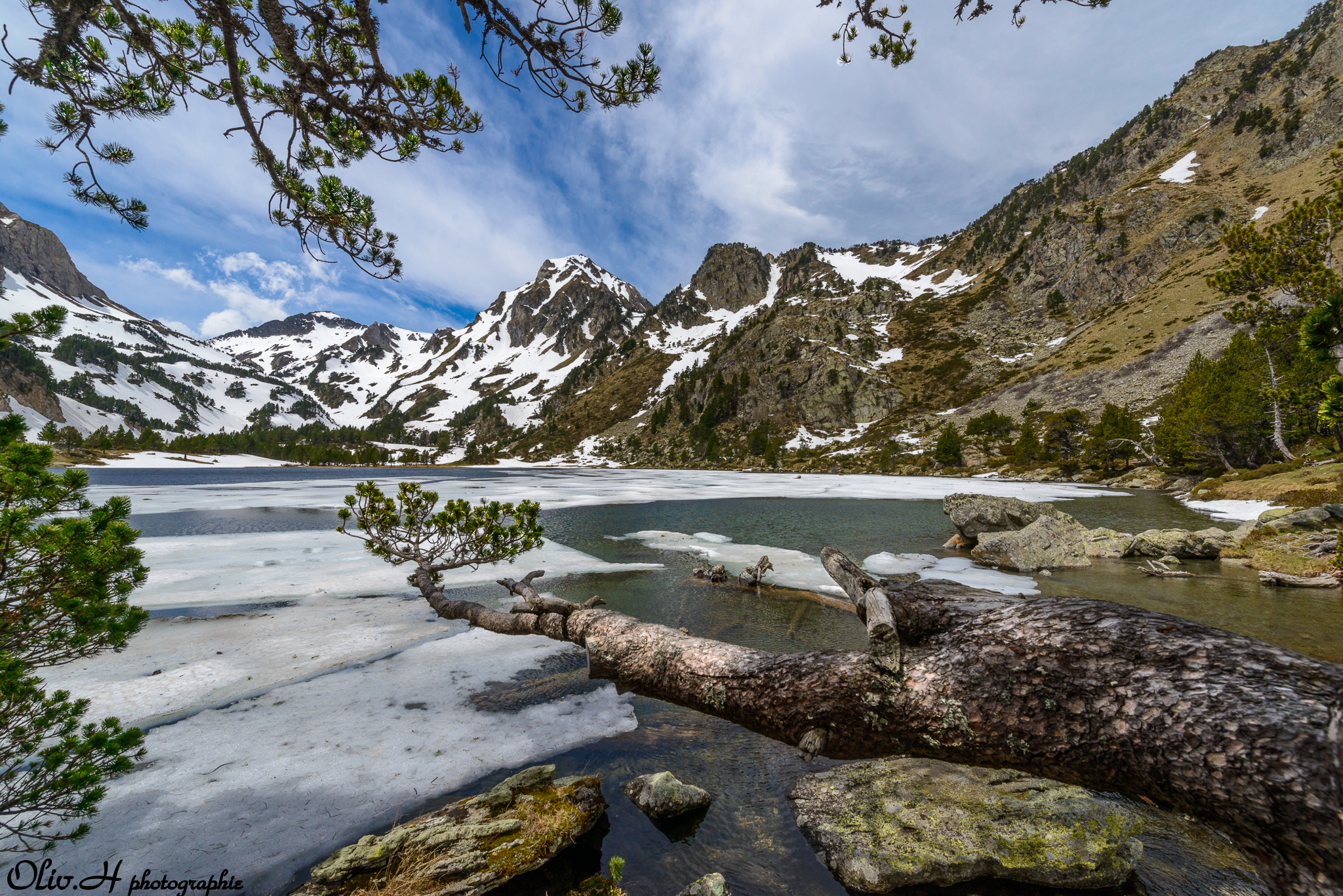
Étang du Laurenti, bij Artigues